# دانشگاه خارکوف
دانشگاه ملی کارازین خارکف (به اوکراینی: Харківський національний університет імені В. Н. Каразіна) یکی از دانشگاه‌های مهم اوکراین است که در شهر خارکف واقع شده و با تلاش واسیل کارازین در سال ۱۸۰۵ بنیان نهاده شده‌است. دانشگاه خارکف پس از دانشگاه لویو قدیمی‌ترین دانشگاه اوکراین است.

## رتبه‌بندی
در رتبه‌بندی دانشگاه‌های جهان QS در سال ۲۰۲۰ دانشگاه ملی کارازین خارکف در رده ۴۹۱ دنیا و اول اوکراین قرار گرفته‌است.

## واحدها
- دانشکده بیولوژی
- دانشکده شیمی
- دانشکده اکولوژی
- دانشکده اقتصاد
- دانشکده روابط اقتصاد بین‌الملل و صنعت گردشگری
- دانشکده پزشکی
- دانشکده جغرافی و زمین‌شناسی
- دانشکده تاریخ
- دانشکده قانون
- دانشکده ریاضی و مهندسی مکانیک
- دانشکده فیزیک
- دانشکده زبان‌شناسی
- دانشکده فلسفه
- دانشکده روانشناسی
- دانشکده فیزیک رادیو
- دانشکده جامعه‌شناسی
- مرکز آموزش دانشجویان خارجی